# Valentin Kovalenko
Valentin Kovalenko (9 de agosto de 1975) es un árbitro de fútbol uzbeko. El dirige en la Liga de fútbol de Uzbekistán y en la Copa de Uzbekistán. 
El dirigió en la Copa Asiática 2011, la final de la Copa de la AFC 2012 y la Clasificación de AFC para la Copa Mundial de Fútbol de 2014, comenzando con el partido de ronda preliminar entre Irak y Yemen.  Durante la Clasificación de AFC para la Copa Mundial de Fútbol de 2006, también se desempeñó como árbitro asistente.